# Vuokkijärvi
Vuokkijärvi är en sjö i Finland. Den ligger i kommunen Suomussalmi i landskapet Kajanaland, i den centrala delen av landet, 600 km norr om huvudstaden Helsingfors. Vuokkijärvi ligger 188,9 meter över havet. Den är 24 meter djup. Arean är 51,24 kvadratkilometer och strandlinjen är 192,16 kilometer lång. Sjön  ingår i Uleälvens huvudavrinningsområde. 